# Simbach (ruisseau)
Pour les articles homonymes, voir Simbach.
Le Simbach est un ruisseau qui coule en France, dans le département de la Moselle, dans la région historique de la Lorraine. C'est un affluent de la Sarre qui prend sa source à Spicheren et qui se verse 5,4 km en aval à une centaine de mètres de la frontière franco-allemande.

## Géographie
Le Simbach prend sa source à l'ouest dans le village de Spicheren et au sud sur les hauteurs de la forêt du Giffertwald à proximité de la Brême d'Or. Le ruisseau traverse les lieux-dits Grosswitz et Langenacker en direction du Sud-Est où il rejoint la commune d'Alsting en direction du nord-est. Il traverse le lieu-dit Simbach-Mühle avant de rejoindre le ban de Grosbliederstroff. Après avoir traversé une large vallée il s'enfonce dans la forêt de la commune. À environ 250 mètres de son embouchure le ruisseau croise la route nationale 61 puis traverse les prairies avant de se verser dans la Sarre à Grosbliederstroff.

## Affluents
Le secteur est riche en cours d'eau. De nombreux autres ruisseaux qui jaillissent se déversent dans le Simbach. Il existe plusieurs sources dans la partie amont du ruisseau.